# Tayana Mazin Tsubone
Tayana Mazin Tsubone é uma química brasileira.

## Carreira
É graduada em Química pela Universidade Estadual de Maringá (UEM) em 2011, e doutorada em Ciências pelo Instituto de Química da Universidade de São Paulo (IQ-USP) em 2017, incluindo um estágio internacional na Rutgers University, em New Jersey, Estados Unidos, em 2014. Realizou pós-doutorado no Instituto de Física da USP entre 2017 e 2019, focando em biofísica de membranas. O principal interesse de sua pesquisa está na compreensão dos mecanismos que regulam os efeitos da fotossensibilização em biomoléculas e células, além de buscar estratégias para aprimorar os resultados de tratamentos com luz (fototerapias) para doenças humanas.

### Reconhecimento
Foi premiada na edição 2023 do programa Prêmios L'Oréal-UNESCO para mulheres na ciência nacional, na categoria “Ciências Químicas”, pelo grupo L'Oréal no Brasil, UNESCO e Academia Brasileira de Ciências.